# Bova (Italia)
Bova (Χώρα του Βούα in greco, Chòra tu Vùa in greco di Calabria, Vùa in calabrese) è un comune italiano di 463 abitanti della città metropolitana di Reggio Calabria, in Calabria. Inserito nel circuito de I borghi più belli d'Italia, il paese è considerato capitale della cultura greca di Calabria, la cui comunità conta circa 13 000 abitanti dislocati nei comuni della Bovesìa (area grecofona).

## Geografia fisica
Il paese di Bova è arroccato sul versante orientale dell'Aspromonte a 915 m s.l.m. ed occupa una superficie territoriale comunale di 46,94 km².
L'accesso all'alto Aspromonte è assicurato passando per Bova che si raggiunge percorrendo i 9 km che lo separano da Bova Marina grazie ad una nuovissima strada a scorrimento veloce. Da Bova si possono raggiungere anche Roghudi Vecchio Roccaforte del Greco (Area Ellenofona della Calabria) e via Melito Porto Salvo, a 10 km risalendo per circa 50 km verso Gambarie d'Aspromonte sulla SS 183.

## Storia

### Antichità
Bova ha origini molto antiche come testimoniano rinvenimenti di armi silicee dell'epoca neolitica, ritrovate numerose nel territorio. Anche dentro l'abitato, nel perimetro del castello, furono rinvenute schegge di ossidiana, attestanti il commercio primitivo che gli abitanti delle isole Eolie intrattenevano con i popoli vicini a partire dal IV millennio a.C. Pertanto le rocche del castello ospitarono sicuramente un insediamento umano di età preistorica. E ancora i numerosi frammenti vascolari, con disegni a meandro, ad impasto lucido nero, di fattura certamente greca, del primo periodo di colonizzazione, comprovano l'antica esistenza di abitazioni nella zona del castello e documentano i vari insediamenti umani nel corso dei secoli.
Tra le popolazioni preistoriche che abitavano le rocche e le caverne di Bova vi furono gli Ausoni, dediti soprattutto alla pastorizia, che furono poi assoggettati dai coloni greci.

### Epoca classica

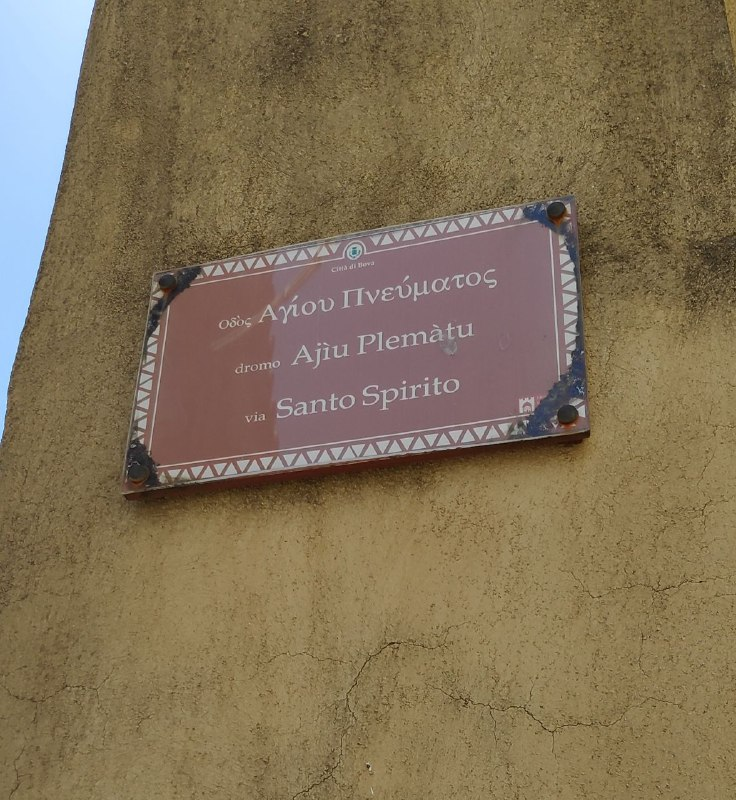
Bilinguismo a Bova (2020)

Nei secoli VIII-VI a.C., nell'ambito del vasto movimento migratorio dalla Grecia verso occidente, sorsero lungo la fascia costiera ionica della Calabria numerose colonie greche, l'abitato di Delia (o Deri) fu posto allora in contrada San Pasquale, presso la foce di quel torrente.
Secondo la leggenda Bova fu fondata da una regina armena che, sbarcata lungo la costa, sarebbe risalita verso l'interno e fissato la sua residenza sulla cima del colle di Bova, presumibilmente entro le rocche dell'antico castello.
In età greca Bova subì le sorti della politica nelle vicende storiche di conquiste e di guerre tra Reggio, Locri e Siracusa, e fu infine sottoposta alla tirannide di quest'ultima.
Con la vittoria di Roma sui Cartaginesi le terre dei locresi furono sottomesse dai romani, Bova comunque poté godere della cittadinanza romana, ma la tranquillità durò poco; infatti essendo il paese troppo esposto verso il mare vicino a Capo Spartivento, subì le frequenti incursioni barbariche.
Nel 440 infatti i Vandali sbarcarono sulle coste lucane e bruzie devastando e saccheggiando le città marittime; dopo aver occupato la Sicilia organizzarono scorrerie in Calabria e gli abitanti del litorale per sfuggire alle devastazioni si rifugiarono sui monti, in luoghi più sicuri ed inespugnabili. Fu questo quindi il motivo che spinse gli abitanti di Delia a fondare la città di Bova.

### Medioevo

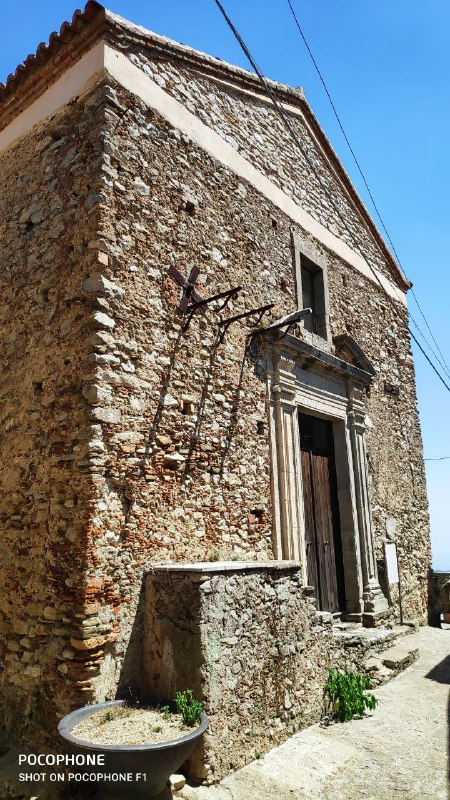
Chiesa di Sant'Isidoro (agosto 2020)

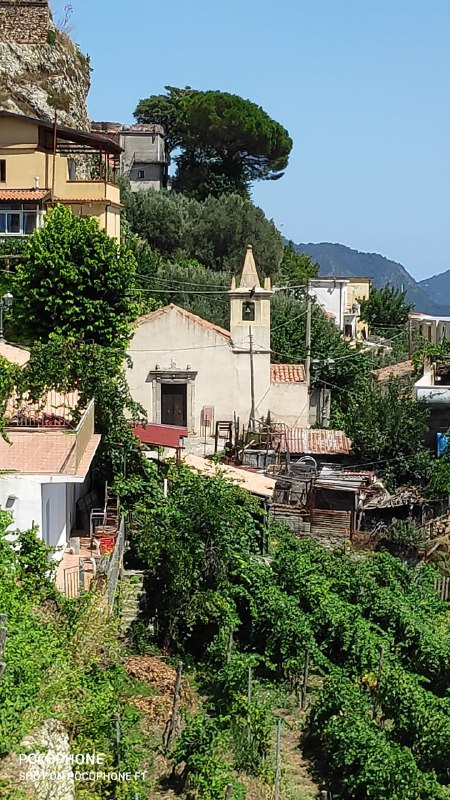
Chiesa di San Rocco (agosto 2020)

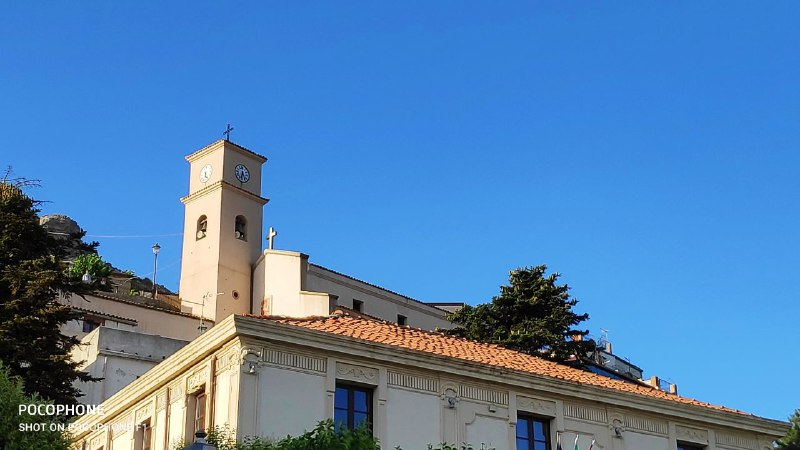
Chiesa di San Leo (agosto 2020)

Dal IX secolo Bova era continuamente assediata dai Saraceni: i pirati, provenienti dalla Sicilia, erano giunti intorno all'anno 829 dall'Africa e dalla Spagna, approdavano a Capo Spartivento e spesso, per avversità atmosferiche, erano costretti a fermarsi; non trovando alcuna resistenza saccheggiavano e devastavano il territorio di Bova.
Uno dei più disastrosi assalti saraceni fu quello 953, anno in cui Bova subì per ordine diretto dell'emiro di Sicilia Hassan Ibu-Alì l'attacco di sorpresa e la strage di molti abitanti, mentre i più furono mandati schiavi in Africa.
E ancora nel 1075 gli Arabi, sbarcando alla marina di Bruzzano, occuparono parte della Calabria ed anche Bova fu sottoposta a stretto assedio.
In città si accedeva attraverso due porte turrite, porta Ajo Marini e l'altra ubicata nei pressi della cattedrale. L'acropoli della città di Bova era costituita dall'antica cattedrale, il Palazzo Vescovile e le case delle famiglie più ricche e nobili, fuori le mura esistevano i due borghi: Borgo di Rao e Borgo Sant'Antonio, con tre torri difensive poste una di seguito all'altra, solo di una delle quali oggi restano i ruderi.
Con la dominazione normanna Bova entrò nel periodo feudale. All'età laico-normanna seguì il feudalesimo ecclesiastico-svevo e Bova fu infeudata all'arcivescovo di Reggio, che la tenne con il titolo di conte fino al 1806, anno dell'eversione della feudalità.

### Età moderna
Bova fu antichissima sede vescovile: il primo vescovo sarebbe stato ordinato nel I secolo da santo Stefano di Nicea, vescovo di Reggio, e seguì il rito greco introdotto in Calabria dai monaci basiliani fino al 1572, anno in cui l'arcivescovo cipriota Giulio Stauriano impose il rito latino.
Nel 1577 una tremenda pestilenza colpì il paese: era approdato alla marina un naviglio carico di merci e una donna acquistò dei drappi preziosi, che espose alla finestra per la festa del Corpus Domini, ma che purtroppo erano tessuti infetti da peste. A causa del caldo, il morbo si diffuse e colpì molti cittadini, la notizia dell'epidemia si sparse subito nei paesi vicini e Bova fu isolata, il commercio di ogni genere fermo; tale isolamento originò anche una forte carestia e la morte di moltissimi abitanti.
Nel corso del XVI secolo si ebbe un risveglio dell'attività predatrice dei turchi contro l'Italia meridionale e ne derivò la necessità di apprestarsi alla difesa; fu infatti realizzata una linea di torri di guardia lungo tutto il litorale calabrese; nel territorio costiero di Bova esisteva già a quel tempo la Torre di "San Giovanni d'Avalos" posta sul Capo Crisafi, furono quindi costruite Torre Vivo, completamente smantellata nel 1700, e Torre Varata.
Si ha notizia di molte incursioni turchesche nel territorio di Bova, nel 1572 alla marina di Bova si erano rifugiate due tartane cristiane per sfuggire all'inseguimento di un naviglio turco, l'equipaggio chiese aiuto ai bovesi e il governatore della città, alla guida di un numeroso stuolo di cittadini, scese alla marina. La battaglia durò molte ore e i turchi rimasero uccisi sulla spiaggia ed il piccolo esercito bovese riuscì a mettere in fuga le loro navi.
Il terremoto del 1783 provocò a Bova notevoli danni valutati per cinquantamila ducati.
Nel gennaio 1799 nacque la Repubblica napoletana, ma non tutto lo stato napoletano ne fece parte, infatti l'estrema provincia di Reggio, Bova compresa, rimase sotto il governo dei Borboni.
Nel febbraio 1799 il cardinale Ruffo sbarcò in Calabria alla riconquista del regno e fu agevole in tale zona l'organizzazione delle bande che accorrevano ai suoi ordini. Uno dei primi paesi che rispose al suo appello fu Bova, dove si costituì una grossa banda di Sanfedisti che mosse verso Reggio incorporandosi alle truppe del cardinale.
Oltre alle catastrofi naturali, Bova subì nel 1943, durante l'ultimo conflitto mondiale un grave bombardamento da parte degli angloamericani, che danneggiò notevolmente le strutture abitative; nella strage morirono ventisei cittadini bovesi.

### Simboli
Stemma
Secondo la leggenda una regina armena avrebbe guidato le sue genti sul monte Vùa. Dal nome latinizzato, Bova, detto così perché luogo adatto al ricovero dei buoi, derivò lo stemma rappresentante il bue, cui in epoca cristiana, fu aggiunta la figura della Madonna col Bambino in braccio.
Lo stemma è così descritto nello statuto comunale:
Gonfalone
Il gonfalone municipale è costituito da un drappo di bianco fiancheggiato di verde.

## Monumenti e luoghi d'interesse

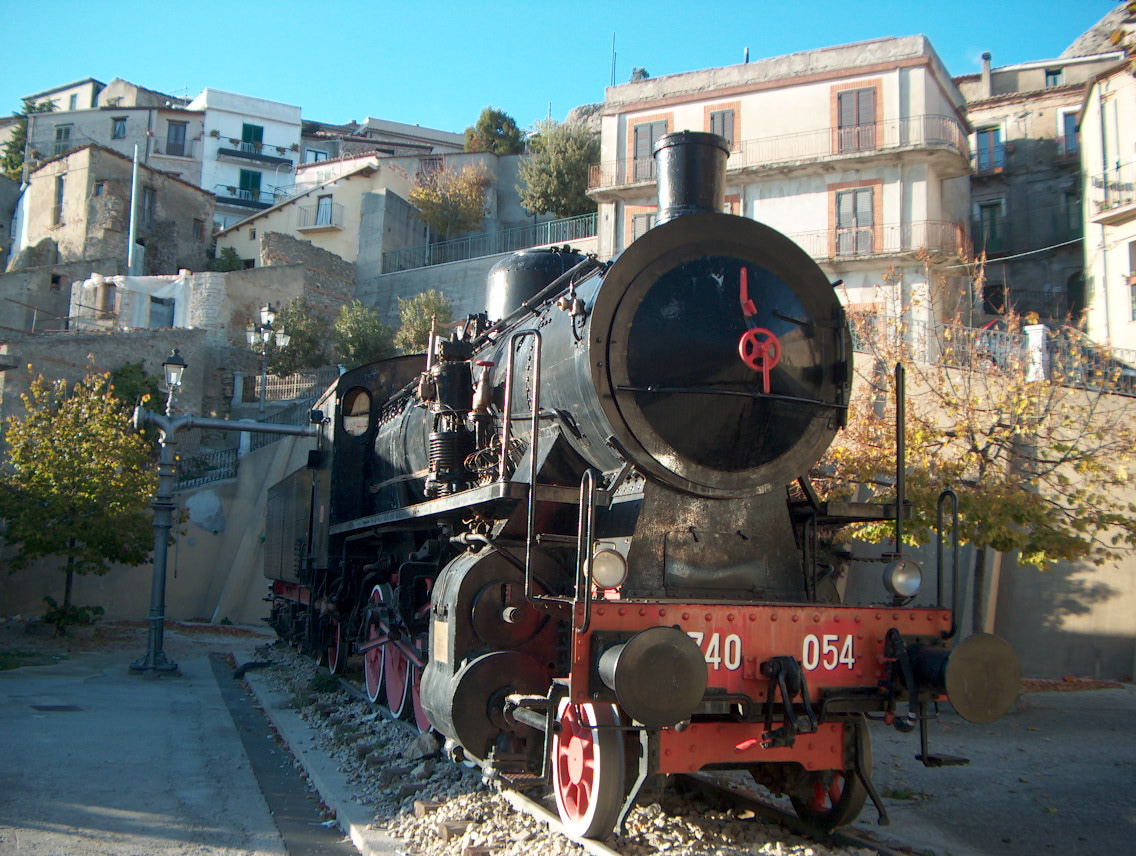
Bova: la locomotiva a vapore

- Concattedrale della Madonna dell'Isodia, di origine normanna.
- Santuario di San Leo
- Chiesa di San Rocco
- Resti del castello, sorto in età bizantina, fu poi restaurato dai Normanni e dagli Angioini.
- Palazzo Mesiano Mazzacuva
- Locomotiva FS 740, situata in una piazzetta all'ingresso del paese, discretamente conservata, che simboleggia le ferrovie ed i Bovesi che lavorarono come ferrovieri.

## Società

### Evoluzione demografica
Abitanti censiti

## Economia

### Turismo
Bova fa parte del circuito Bandiere Arancioni, il certificato di eccellenza turistica e ambientale del Touring Club Italiano.

## Cultura
Bova è considerata la capitale della cultura grecanica in Calabria.

### Musica
La Banda Musicale a Bova ha festeggiato il suo centenario nel 1998. Il Complesso bandistico denominato "Città di Bova" fu istituito con delibera del Consiglio Comunale nº 31, il giorno 8 settembre 1898. La banda è costituita da 40 elementi, tutti di Bova, e il Maestro è il sig. Stelitano Antonino. Essa è una delle poche bande musicali comunali.
Nell'agosto 2005 si è svolta l'VIII edizione del Festival Paleariza, dal titolo Musica tu Cosmu stin Calavrìa Greca (musica del mondo nella Calabria greca).
Da ottobre 2012 il comune di Bova ospita a Palazzo Tuscano, "Centro visita del Parco Nazionale dell'Aspromonte", una mostra multimediale dal titolo "Calabria contadina nelle immagini di Gerhard Rohlfs", a cura di Antonio Panzarella.
La mostra espone le fotografie scattate dal filologo tedesco Gerhard Rohlfs, il quale, a partire dagli anni '20 del secolo scorso, si è recato più volte sul luogo per effettuare delle ricerche sul dialetto greco-calabro.

#### Strumenti musicali
Gli strumenti musicali del paese di Bova e dell'area grecanica presentano forti caratteri di arcaicità e risultano in via di estinzione. Tali strumenti hanno valore non solo in quanto oggetti materiali, ma per il sostrato musicale a cui rimandano. Si tratta di strumenti musicali popolari legati ad un ambiente agro-pastorale, costruiti, diffusi e suonati dallo stesso musicista e sono funzionali ad occasioni sociali, durante le feste religiose e liturgiche.
I musicisti popolari, pastori e contadini, pur non traendo sostentamento da attività musicali, rappresentano il sapere musicale appreso oralmente all'interno della comunità. I suonatori appartengono alle generazioni anziane, ma ci sono degli strumenti che sono suonati anche dai giovani come l'organetto e il tamburello.
Il tamburello ha origini molto antiche, la superficie si ricava dalla pelle di capra, perfettamente tirata inserita in una cornice circolare, con una serie di piastrine metalliche ritagliate da fondi di latta. Il tamburello si utilizza nella tarantella in quanto svolge una funzione ritmica molto importante e prevede l'accompagnamento della zampogna. Anche la zampogna ha antiche origini: è probabile una sua discendenza dagli "auloi" greci, si conoscono due tipi diversi di zampogna: una con canne di melodia di diversa lunghezza ed un'altra con canne di uguale lunghezza collegate ad un otre di pelle. La sua funzione è quella di scandire i momenti salienti dell'anno agricolo, secondo l'arcaico calendario stagionale. Essa viene generalmente protetta dal malocchio con vari amuleti, quali nastri, fiocchi rossi e cornetti aventi un significato apotropaico. Il suo repertorio è costituito da tarantelle, pastorali ed accompagnamento al canto.
Un altro strumento musicale utilizzato dai grecanici di Bova è l'organetto, un'armonica a bottoni, a suoni alternati. Il repertorio dell'organetto concorda in gran parte con quello della zampogna, ma esso serve anche per l'accompagnamento di canzoni ritmicamente più rigide ma melodicamente più libere. A Bova ogni anno si tiene il festival dell'arte musicale greca che costituisce il maggiore stimolo artistico per tutti i greci di Calabria. I strumenti musicali che possiamo costruire noi sono molto pochi ad esempio: il mandolino.

### Arte tessile
Tra le attività artigianali più rinomate vi è l'arte della tessitura, finalizzata alla realizzazione di tovaglie e di coperte ispirate alla tradizione pastorale e all'arte bizantina. Questi prodotti si caratterizzano per i disegni e per i motivi che richiamano alla mente sia elementi della natura sia dell'ambito religioso.

### Sentiero della Civiltà Contadina
Il Sentiero della Civiltà Contadina è un museo all'aperto nel comune di Bova, capitale dell'area grecanica della Calabria, ideato e realizzato da Saverio Micheletta.
È un percorso che si snoda nei vicoli dell'antico borgo dove sono stati installati i principali strumenti di lavoro della cultura contadina: macine di mulino ad acqua e a trazione manuale, torchi e presse di frantoio, abbeveratoi per animali, palmenti per pigiare l'uva, torchi per estrarre l'essenza di bergamotto e molti altri oggetti appartenenti all'antica civiltà agricola.
I lavori di costruzione del museo sono durati circa un anno: dall'idea iniziale del luglio 2014, ai lavori di recupero degli strumenti, al loro restauro e installazione nel paese, fino all'inaugurazione dell'agosto 2015. Oltre alla determinazione di Saverio Micheletta, il Sentiero ha visto la luce anche grazie ai tanti concittadini che hanno messo a disposizione molti degli oggetti installati, attrezzi abbandonati ormai da decenni nelle loro campagne.
Il Sentiero della Civiltà Contadina è un viaggio nella storia personale di un uomo e, allo stesso tempo, nella cultura collettiva di un territorio. È la valorizzazione di un antico borgo che ha resistito nei secoli alle invasioni di popolazioni straniere, alle calamità naturali, agli stravolgimenti della modernità e che continua con fierezza e orgoglio a rappresentare un'eccellenza della Calabria e dell'intero Paese.

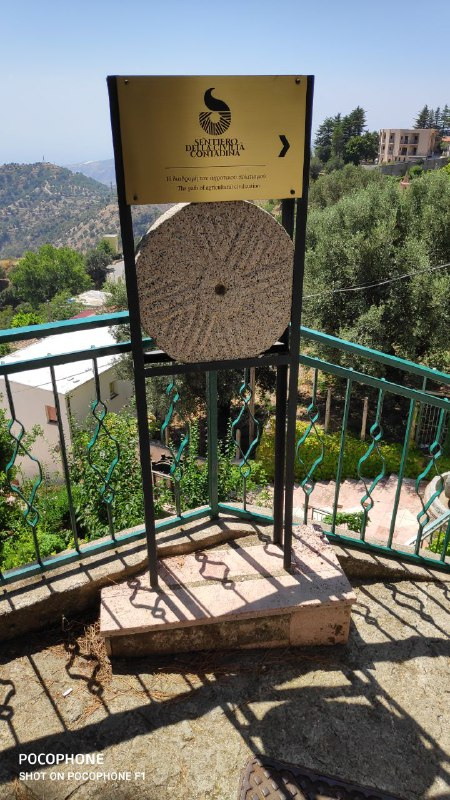
Sentiero della civiltà contadina di Bova
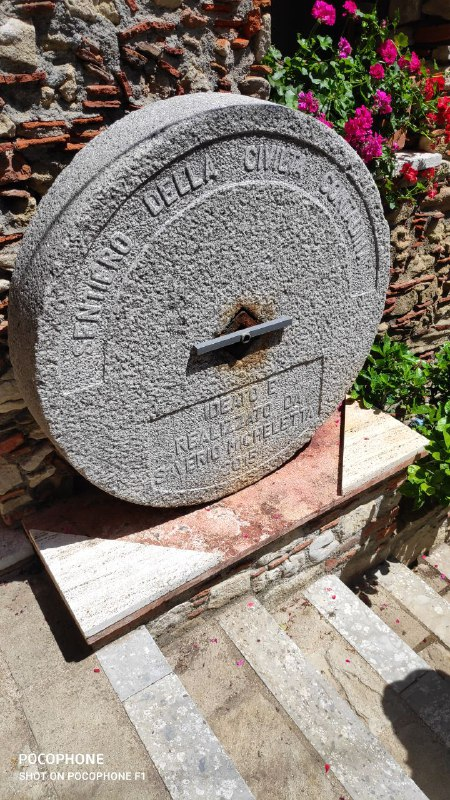
Opera di Saverio Micheletta
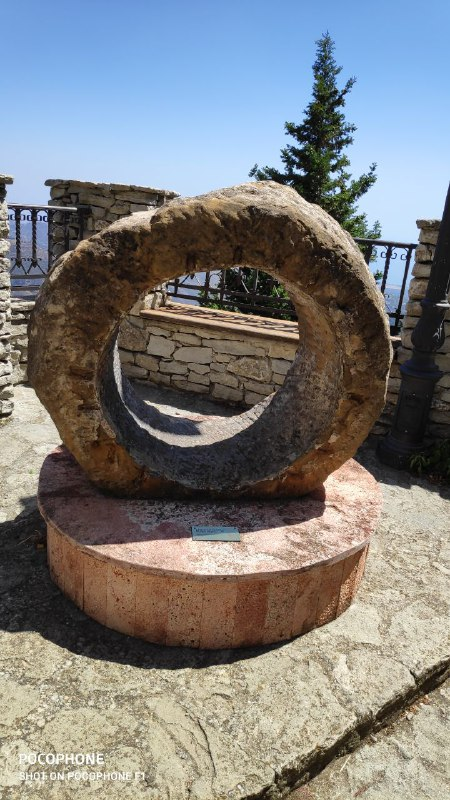
Opera del percorso della civiltà contadina
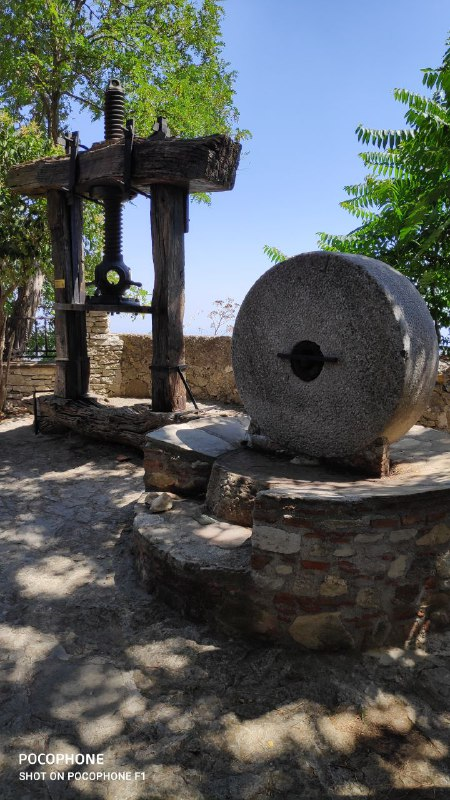
Torchio vinario

### Eventi

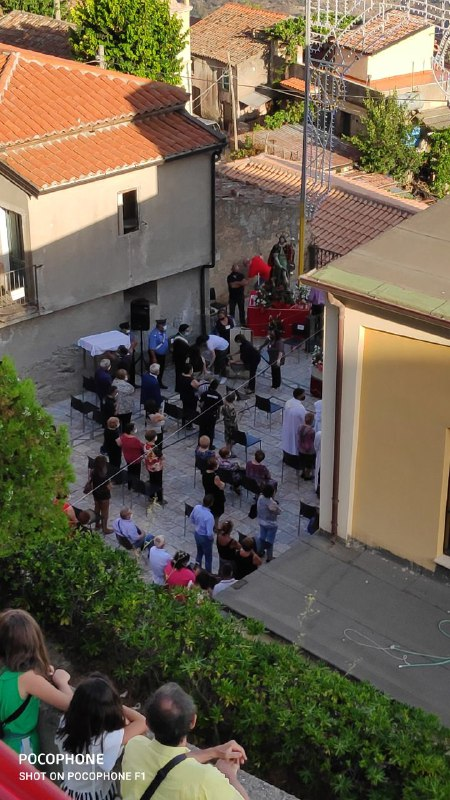
Festa di san Rocco a Bova 17 agosto 2020

A Bova le manifestazioni riguardano principalmente le feste Patronali che hanno luogo per San Leo, Patrono della città e compatrono dell'arcidiocesi di Reggio Calabria-Bova, il giorno 5 maggio. Invece nei giorni 15-16-17 agosto, si svolgono i festeggiamenti in onore della Beata Vergine Maria Assunta, San Leo e San Rocco. I festeggiamenti patronali, così come quelli in onore della Beata Vergine Assunta, attraggono molti fedeli ed in particolare tanti emigrati che per l'occasione rientrano l'estate in Bova.

### Istruzione

#### Musei

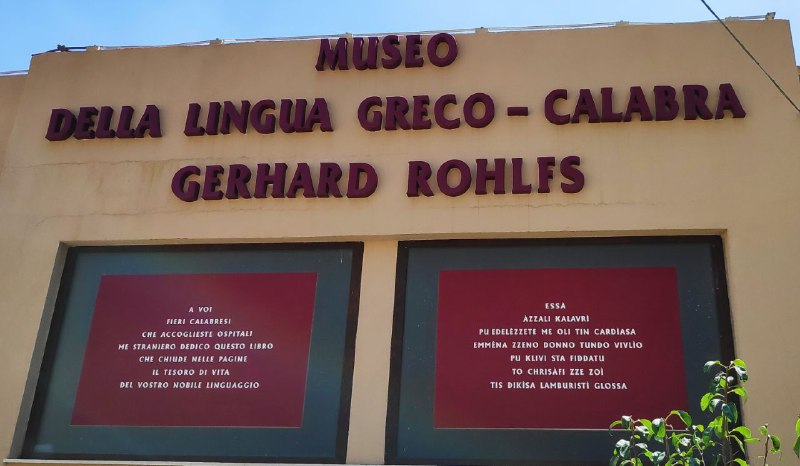
Museo della lingua greco-calabra Gerhard Rohlfs di Bova

- Museo della lingua greco-calabra Gerhard Rohlfs inaugurato il 21 maggio 2016[11]
- Museo di Paleontologia e Scienze Naturali dell’Aspromonte

## Geografia antropica

### Suddivisioni storiche
Quasi tutte le contrade sono caratterizzate da nomi di derivazione greca: Luppari - Cavalli - Brigha - Bucissà - Caloghiero - Milì - San Giovanni - Campo - Polemo - Aio - Leo - Manduddhuru - Verceu ecc.

## Amministrazione

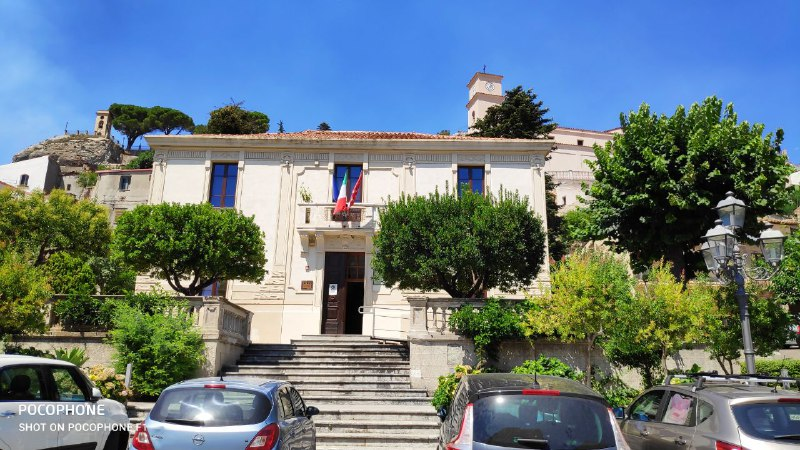
Municipio di Bova

| Periodo          | Periodo          | Primo cittadino            | Partito                         | Carica                    | Note          |
| ---------------- | ---------------- | -------------------------- | ------------------------------- | ------------------------- | ------------- |
| 4 settembre 1985 | 30 giugno 1990   | Pasquale Foti              | Democrazia Cristiana            | Sindaco                   | [ 12 ]        |
| 30 giugno 1990   | 24 aprile 1995   | Carmelo Giuseppe Nucera    | Partito Socialista Italiano     | Sindaco                   | [ 13 ]        |
| 24 aprile 1995   | 14 giugno 1999   | Leo Autelitano             | Lista civica di centro-sinistra | Sindaco                   | [ 14 ]        |
| 14 giugno 1999   | 24 novembre 2000 | Leo Autelitano             | Lista civica                    | Sindaco                   | [ 15 ] [ 16 ] |
| 24 novembre 2000 | 29 dicembre 2000 | Francesca Iannò            |                                 | Commissario prefettizio   | [ 17 ]        |
| 29 dicembre 2000 | 14 maggio 2001   | Francesca Iannò            |                                 | Commissario straordinario | [ 18 ]        |
| 14 maggio 2001   | 30 maggio 2006   | Leo Giovanni Andrea Casile | Lista civica                    | Sindaco                   | [ 19 ]        |
| 30 maggio 2006   | 17 maggio 2011   | Leo Giovanni Andrea Casile | Lista civica                    | Sindaco                   | [ 21 ]        |
| 17 maggio 2011   | 6 giugno 2016    | Santo Casile               | Lista civica                    | Sindaco                   | [ 23 ]        |
| 6 giugno 2016    | 5 ottobre 2021   | Santo Casile               | Lista civica                    | Sindaco                   | [ 25 ]        |
| 5 ottobre 2021   | in carica        | Santo Casile               | Lista civica                    | Sindaco                   | [ 26 ]        |